# The Audience's Listening
 (août 2017).
Si vous disposez d'ouvrages ou d'articles de référence ou si vous connaissez des sites web de qualité traitant du thème abordé ici, merci de compléter l'article en donnant les références utiles à sa vérifiabilité et en les liant à la section « Notes et références ».
Albums de Cut Chemist
 The Litmus Test
(2004)
The Audience's Listening est le 7e album solo du DJ californien Cut Chemist.

## Liste des morceaux
| No  | Titre                                | Durée |
| --- | ------------------------------------ | ----- |
| 1.  | Motivational Speaker                 | 1:48  |
| 2.  | (My 1st) Big Break                   | 4:30  |
| 3.  | The lift                             | 1:25  |
| 4.  | The garden                           | 6:16  |
| 5.  | Spat                                 | 2:21  |
| 6.  | What's the altitude (Feat. Hymnal)   | 4:23  |
| 7.  | Metrorail thru space                 | 3:57  |
| 8.  | Strom (Feat. Edan & Mr Lif)          | 3:28  |
| 9.  | 2266 Cambridge (Feat. Thes Ones)     | 2:34  |
| 10. | Spoon                                | 5:31  |
| 11. | A peak in time                       | 4:52  |
| 12. | The Audience's Listenning theme song | 2:20  |